# 대한민국의 국립공원
대한민국의 국립공원은 대한민국 정부가 자연 생태계 및 자연·문화 경관을 보호하고 보전하여 지속 가능한 발전을 실현하기 위해 지정하고 관리하는 보호 구역으로, 산악형 국립공원, 해상·해안 국립공원, 사적 국립공원의 세 가지 유형으로 나뉜다.
현재 대한민국 정부는 국내에 총 22개의 국립공원을 지정하였으며, 이 중 17개는 산악 국립공원, 4개는 해상·해안 국립공원, 1개는 사적 국립공원으로, 이는 국토 전체 면적의 약 6.7%에 해당한다.
국립공원의 관리는 국립공원공단에서 하고 있지만, 한라산 국립공원만은 제주특별자치도에서 직속으로 관리한다. 

## 제도
미국의 국가공원과 일본의 국립공원 제도의 영향을 받아 1967년 공원법을 제정하면서 시작되었으며, 같은 해 최초이자 최대 규모의 산악 국립공원인 지리산국립공원이 지정되었다. 이듬해에는 최초의 해상 국립공원인 한려해상국립공원과, 유일한 사적 국립공원인 경주국립공원이 각각 지정되었다.
1960년대 말부터 1980년대 후반까지는 계룡산국립공원, 한라산국립공원, 설악산국립공원, 북한산국립공원, 태안해안국립공원 등을 포함한 총 17개의 국립공원이 추가로 조성되었으며, 그 중에는 1981년 지정된 대한민국 최대 면적의 다도해해상국립공원과 1988년 지정된 유일한 반도형 국립공원인 변산반도국립공원도 포함된다.
국립공원 제도 초기에는 국립공원들이 건설부의 위임을 받은 지방자치단체에 의해 관리되었으나, 일부 공원이 둘 이상의 시·도에 걸쳐 있어 행정 관리상 문제를 야기하였다.
이에 따라 1987년 7월 1일 자연공원법에 근거하여 국립공원 전담 관리 기구인 국립공원관리공단이 설립되었다. 1991년 4월 23일 국립공원관리공단은 내무부 소속으로 편입되었으며, 1998년 2월부터는 환경부 산하 기관으로 재편되었다. 현재는 한라산국립공원을 제외한 모든 국립공원이 국립공원공단의 통합 관리 하에 있다. 한라산국립공원은 제주특별자치도 지방정부에서 관리한다.
국립공원 제도 도입 초기에는 모든 공원이 무료로 개방되었으나, 1970년 속리산국립공원이 처음으로 유료 입장제를 도입하였고, 1974년까지 대부분의 국립공원이 무료 정책을 폐지하였다. 현재는 경주국립공원만이 무료로 개방되어 있다.
1993년에는 국립공원의 입장료 수입이 전체 수입의 65%를 차지할 정도였다. 관광객 수가 해마다 증가함에 따라 자연 환경 보전을 위해 입장객 수 및 활동에 대한 제한이 시행되었으며, 사전 예약제를 통해 탐방객 수를 통제하고, 야영 및 취사는 지정된 구역에서만 가능하며, 야간 산행은 엄격히 금지된다. 이외에도, 자연 보존 가치가 높은 일부 구역은 '자연휴식년제'를 통해 일정 기간 출입을 제한하여 인위적인 훼손을 방지하고 있다.

## 목록
| 이름       | 위치                                                                              | 지정일           | 면적 (km2) | 비고                            |
| ---------- | --------------------------------------------------------------------------------- | ---------------- | ---------- | ------------------------------- |
| 지리산     | 전북 남원시, 전남 구례군, 경남 함양군, 산청군, 하동군                             | 1967년 12월 29일 | 471.625    |                                 |
| 경주       | 경북 경주시                                                                       | 1968년 12월 31일 | 137.091    |                                 |
| 계룡산     | 충남 공주시, 계룡시, 대전 유성구                                                  | 1968년 12월 31일 | 64.602     |                                 |
| 한려해상   | 전남 여수시, 경남 거제시, 남해군, 사천시, 통영시, 하동군                          | 1968년 12월 31일 | 544.958    | 육지: 149.471 해면: 395.487     |
| 설악산     | 강원 속초시, 고성군, 양양군, 인제군                                               | 1970년 3월 24일  | 398.222    |                                 |
| 속리산     | 충북 괴산군, 보은군, 경북 상주시                                                  | 1970년 3월 24일  | 274.449    |                                 |
| 한라산     | 제주 제주시, 서귀포시                                                             | 1970년 3월 24일  | 153.112    | 제주특별자치도 직속 관할        |
| 내장산     | 전북 정읍시, 순창군                                                               | 1971년 11월 17일 | 81.452     |                                 |
| 가야산     | 경북 성주군 경남 거창군, 합천군                                                   | 1972년 10월 13일 | 77.063     |                                 |
| 덕유산     | 전북 무주군, 장수군 경남 거창군, 함양군                                           | 1975년 2월 1일   | 231.649    |                                 |
| 오대산     | 강원 강릉시, 평창군, 홍천군                                                       | 1975년 2월 1일   | 303.546    |                                 |
| 주왕산     | 경북 영덕군, 청송군                                                               | 1976년 3월 30일  | 107.273    |                                 |
| 태안해안   | 충남 태안군                                                                       | 1978년 10월 20일 | 326.329    | 육지: 37.014 해면: 289.315      |
| 다도해해상 | 전남 고흥군, 신안군, 여수시, 완도군, 진도군                                       | 1981년 12월 23일 | 2,325.236  | 육지: 334.795 해면: 1,990.441   |
| 북한산     | 서울 강북구, 도봉구, 성북구, 은평구, 종로구, 경기 고양시 덕양구, 양주시, 의정부시 | 1983년 4월 2일   | 76.922     |                                 |
| 치악산     | 강원 원주시, 횡성군                                                               | 1984년 12월 31일 | 181.572    |                                 |
| 월악산     | 충북 제천시, 충주시, 경북 문경시                                                  | 1984년 12월 31일 | 287.777    |                                 |
| 소백산     | 충북 단양군, 경북 영주시                                                          | 1987년 12월 14일 | 322.051    |                                 |
| 변산반도   | 전북 부안군                                                                       | 1988년 6월 11일  | 154.650    | 육지: 145.383 해면: 9.267       |
| 월출산     | 전남 강진군, 영암군                                                               | 1988년 6월 11일  | 56.053     |                                 |
| 무등산     | 광주 동구, 북구, 전남 담양군, 화순군                                              | 2013년 3월 4일   | 75.425     |                                 |
| 태백산     | 강원 영월군, 정선군, 태백시, 경북 봉화군                                          | 2016년 8월 22일  | 70.052     |                                 |
| 팔공산     | 대구광역시 동구와 군위군, 경상북도 경산시와 영천시 그리고 칠곡군                  | 2023년 12월 31일 | 126.058    |                                 |
| 합계       | 합계                                                                              | 합계             | 6,779.982  | 육지: 4,095.472 해면: 2,684.510 |

## 시·도별 국립공원 유무
| 시·도명        | 국립공원 유무 | 존재하는 국립공원                              |
| -------------- | ------------- | ---------------------------------------------- |
| 서울특별시     | 예            | 북한산                                         |
| 부산광역시     | 아니오        | 없음                                           |
| 대구광역시     | 예            | 팔공산                                         |
| 인천광역시     | 아니오        | 없음                                           |
| 광주광역시     | 예            | 무등산                                         |
| 대전광역시     | 예            | 계룡산                                         |
| 울산광역시     | 아니오        | 없음                                           |
| 세종특별자치시 | 아니오        | 없음                                           |
| 경기도         | 예            | 북한산                                         |
| 강원특별자치도 | 예            | 설악산 오대산 치악산 태백산                    |
| 충청북도       | 예            | 속리산 월악산 소백산                           |
| 충청남도       | 예            | 계룡산 태안해안                                |
| 전북특별자치도 | 예            | 지리산 내장산 덕유산 변산반도                  |
| 전라남도       | 예            | 지리산 다도해해상 월출산 무등산                |
| 경상북도       | 예            | 경주 가야산 주왕산 월악산 소백산 태백산 팔공산 |
| 경상남도       | 예            | 지리산 한려해상 가야산 덕유산 다도해해상       |
| 제주특별자치도 | 예            | 한라산                                         |

## 같이 보기
- 국립공원공단
- 도립공원